# کلادیو براوو
کلودیو براوو (اسپانیایی: Claudio Bravo‎ زاده ۱۳ آوریل ۱۹۸۳ در ویوکو استان مایپو شیلی) یک دروازه‌بان سابق  اهل فوتبال شیلی است. 
وی به همراه تیم ملی فوتبال شیلی توانسته دو مرتبه درسال‌های ۲۰۱۵ و ۲۰۱۶ به قهرمانی کوپا آمریکا دست یابد. 
وی همچنین سابقه بازی در تیم‌هایی چون بارسلونا و منچستر سیتی را دارد.وی در روز ۲۶ آگوست ۲۰۲۴ در سن ۴۱ سالگی از فوتبال خداحافظی کرد.

## آمار ملی

### بازی‌های ملی
تا تاریخ ۲۷ مارس ۲۰۲۳
| شیلی  | شیلی | شیلی     | شیلی     |
| سال   | بازی | کلین شیت | گل خورده |
| ----- | ---- | -------- | -------- |
| ۲۰۰۴  | ۱    | ۰        | ۱        |
| ۲۰۰۵  | ۳    | ۲        | ۱        |
| ۲۰۰۶  | ۵    | ۲        | ۴        |
| ۲۰۰۷  | ۱۲   | ۳        | ۲۶       |
| ۲۰۰۸  | ۱۰   | ۵        | ۱۰       |
| ۲۰۰۹  | ۱۰   | ۵        | ۱۰       |
| ۲۰۱۰  | ۷    | ۵        | ۵        |
| ۲۰۱۱  | ۱۴   | ۵        | ۱۹       |
| ۲۰۱۲  | ۴    | ۲        | ۴        |
| ۲۰۱۳  | ۱۲   | ۴        | ۱۲       |
| ۲۰۱۴  | ۱۰   | ۵        | ۸        |
| ۲۰۱۵  | ۱۲   | ۵        | ۱۴       |
| ۲۰۱۶  | ۱۱   | ۴        | ۱۲       |
| ۲۰۱۷  | ۸    | ۱        | ۹        |
| ۲۰۱۹  | ۴    | ۲        | ۴        |
| ۲۰۲۰  | ۲    | ۱        | ۲        |
| ۲۰۲۱  | ۱۶   | ۵        | ۱۴       |
| ۲۰۲۲  | ۳    | ۰        | ۷        |
| ۲۰۲۳  | ۱    | ۰        | ۲        |
| مجموع | ۱۴۵  | ۵۶       | ۱۶۴      |

## دورهٔ اولیه
پدر براوو استعداد او را کشف کرد و او را به آکادمی جوانان تیم کولو کولو شیلی فرستاد تا اینکه در سال ۲۰۰۲ اولین بازی خود را برای تیم اصلی این باشگاه انجام داد.

## پیشینهٔ باشگاهی

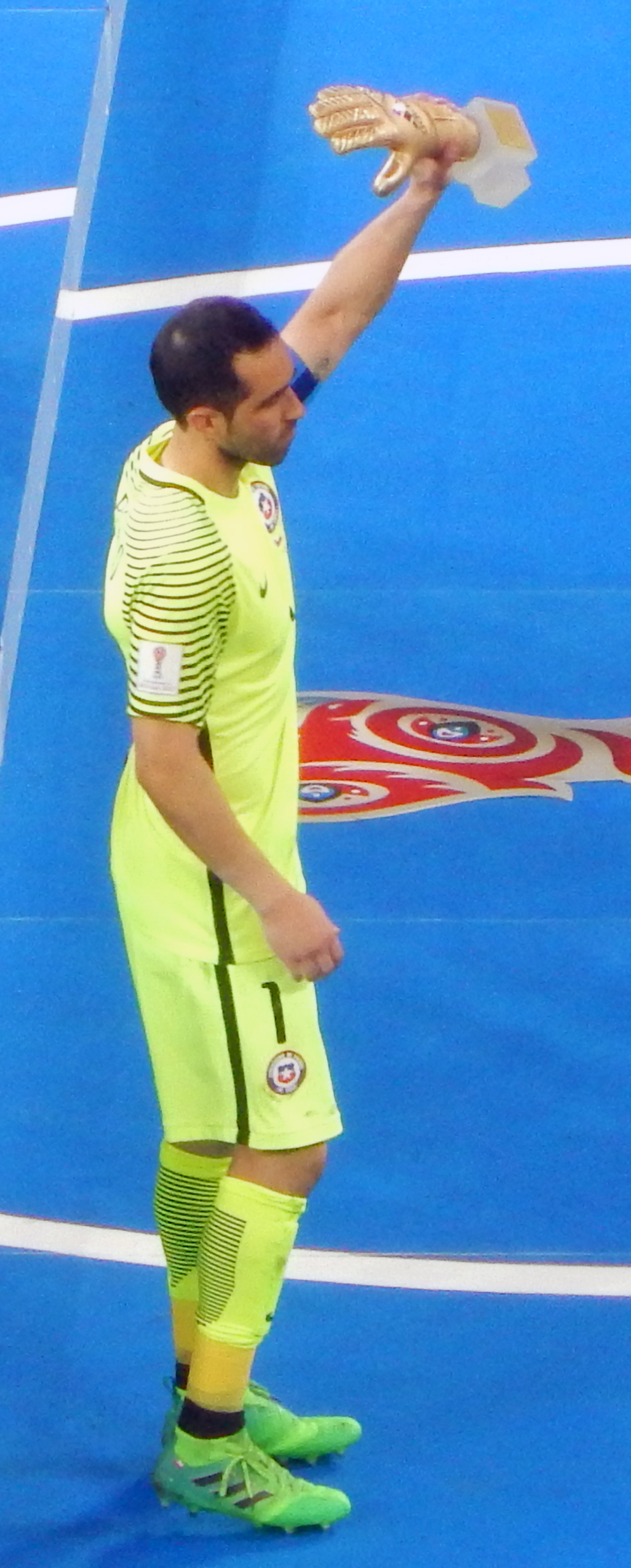
کلودیو در مرحله نهایی جام کنفدراسیون 2017 برنده‌ی دستکش طلا شد

### کولو-کولو
بعد از مصدومیت ادواردو لابوس مربی آنها جیم پیزارو این فرصت را در اختیار براوو قرار داد تا بتواند شایستگی‌های خود را اثبات نماید، اما طولی نکشید که او هم مصدوم شد و کولو کولو مجبور به آوردن یک دروازه‌بان دیگر به نام جانی واکر شد. در اواسط فصل ۲۰۰۳ او به همراه ادواردو لابوس از بند مصدومیت رهایی یافتند.
در سال ۲۰۰۶ او اولین عنوان قهرمانی‌اش را به همراه کولو کولو در شیلی بدست آورد. کلودیو در مدت حضورش در کولو کولو ۱۲۳ بازی برای این تیم انجام داد.

### رئال سوسیداد
کلودیو در فصل ۰۷–۲۰۰۶ از کولوکولو جدا و با قراردادی پنج ساله راهی رئال سوسیداد شد. گزارش‌های حاکی از آن است که رقم این قرارداد چیزی در حدود یک میلیون دویست هزار یورو بوده‌است.
اولین بازی براوو برای سوسیداد در ۲۲ اکتبر ۲۰۰۶ مقابل مایورکا رقم خورد که نتیجه آن بازی ۰–۰ مساوی به پایان رسید.
یک اتفاق جالب برای براوو زدن گل بوده‌است او گلش را در یک ضربه آزاد به خیمناستیک تاراگونا در زمانی سوسیداد در لیگ دو اسپانیا بود به ثمر رساند. با این حال، مدت کوتاهی پس از آن، او در جریان باخت ۰–۲ رئال سوسیداد مقابل کوردوبا از ناحیهٔ زانو آسیب دید، که باعث شد تا پایان فصل در دسترس نباشد.
حاصل کار براوو در رئال سوسیداد انجام ۲۲۹ بازی و ۱ گل بود؛ که یک اتفاق فوق‌العاده برای یک دروازه‌بان بود.

### بارسلونا
کلودیو در ۱۸ ژوئن ۲۰۱۴ برای ۴ سال به مبلغ ۱۲ میلیون یورو به بارسلونا پیوست. با این انتقال براوو تبدیل به چهارمین بازیکن گران‌قیمت رئال سوسیداد پس از دارکو کوواتسویچ، ژابی آلونسو و آسیر ایارامندی و دومین بازیکن شیلیایی شد که پس از الکسیس سانچز برای این باشگاه بازی می‌کند و جانشین ویکتور والدس به عنوان گزینه اول است. او پس از پیوستن به بارسلونا، رکوردی در لیگ اسپانیا به نام خود ثبت کرد که از ابتدای فصل به مدت ۷۵۴ دقیقه گل نخورده بود؛ این رکورد زمانی شکسته‌شد که او اولین گل فصل خود را از روی نقطه پنالتی از کریستیانو رونالدو در شکست ۱–۳ مقابل رئال مادرید در سانتیاگو برنابئو دریافت کرد.
براوو در تیم منتخب لالیگا به عنوان یکی از شش بازیکن بارسلونا، از جمله سه مدافعش، به عنوان دروازه‌بان برتر انتخاب شد. او جایزهٔ زامورا را برای بهترین گل‌ها در مقابل میانگین در رقابت‌ها به دست آورد و ۱۹ گل خورده با میانگین دریافت ۰٫۵۱ گل، یعنی ۰٫۴۷ کمتر از رکورد تاریخ توسط فرانسیسکو لیانیو از دپورتیوو در سال ۱۹۹۴.

### منچستر سیتی
براوو در ۲۵ اوت ۲۰۱۶ پس از دو فصل بسیار موفق با بارسلونا و کسب ۹ جام؛ با قراردادی چهار ساله به مبلغ ۱۷ میلیون پوند به منچستر سیتی پیوست تا زیر نظر پپ گواردیولا کار کند. او اولین بازی خود را در ۱۰ سپتامبر در پیروزی ۱–۲ مقابل رقبای محلی منچستریونایتد انجام داد، که برای گل حریف مقصر بود و انتقادات گسترده‌ای به خاطر عملکردش دریافت کرد، اگرچه سرمربی پپ گواردیولا گفت که او «یکی از بهترین اجراهایی را که تا به حال دیده‌ام» را داشته‌است. در بازگشت به نیوکمپ در ۱۹ اکتبر ۲۰۱۶، در بازی مرحله گروهی لیگ قهرمانان اروپا مقابل بارسلونا، براوو پس از کنترل توپ به واسطهٔ خطای هند در خارج از منطقه خود، از زمین بازی خارج شد و در نهایت منچسترسیتی با نتیجهٔ ۰–۴ تن به شکست داد. در ۲۴ اکتبر ۲۰۱۷، پس از تساوی ۰–۰ خانگی مقابل ولورهمپتون واندررز در ۱۲۰ دقیقهٔ ابتدایی دور چهارم جام اتحادیه، براوو دو پنالتی را مهار کرد تا تیمش ۱–۴ برنده شود. در ۲۵ فوریهٔ ۲۰۱۸، براوو در فینال جام اتحادیه انگلستان مقابل آرسنال بازی را از ابتدا شروع کرد و پاس گل سرخیو آگوئرو را در پیروزی ۰–۳ در ورزشگاه ومبلی داد و اولین جام خود را با این باشگاه به دست آورد.
چند روز پس از قهرمانی در جام خیریه در اوت ۲۰۱۸ مقابل چلسی، او در تمرینات تاندون آشیل خود را پاره‌کرد و چندین ماه از میادین دور بود. او تمام فصل ۱۹–۲۰۱۸ را از دست داد و آریانت موریچ به عنوان دروازه‌بان دوم سیتی جایگزین او شد. او تا دورهٔ بعدی مسابقات دیگر بازی نکرد، تا زمانی که ضربهٔ جورجینیو واینالدوم را در ضربات پنالتی مقابل لیورپول مهار کرد و موجب پیروزی تیم‌اش شد و مورد تمجید گواردیولا قرار گرفت. در ۱ مارس ۲۰۲۰، سیتی برای سومین بار متوالی قهرمان جام اتحادیه شد و در فینال با نتیجه ۱–۲ استون ویلا را شکست داد. براوو با یک مهار دیرهنگام ضربهٔ سر بیون انگلز را برای حفظ برتری سیتی، روانهٔ تیرک دروازه کرد.
او در ماه اوت زمانی که قراردادش به پایان رسید، باشگاه را ترک کرد.

### رئال بتیس
در ۳۰ اوت ۲۰۲۰، براوو یک قرارداد اولیه یک ساله با باشگاه اسپانیایی رئال بتیس امضا کرد، با گزینهٔ خرید برای سال دوم. در اولین فصل حضورش، او با مصدومیت مواجه شد و مانوئل پیگرینی، سرمربی هموطنش، ترجیح داد به جای او خوئل روبلس را بازی دهد.

## دوران ملی
براوو در تیم زیر ۱۷ سال زیر ۲۰ سال و زیر ۲۳ سال شیلی بازی کرده او همچنین اولین بازی خود را برای تیم ملی فوتبال شیلی در برابر پاراگوئه در کوپا آمریکا ۲۰۰۴ انجام داد.
براوو در جام‌های جهانی ۲۰۱۰ آفریقای جنوبی و ۲۰۱۴ برزیل بازی کرده و کاپیتان تیم ملی شیلی نیز بوده‌است.
براوو در نیمه نهایی جام کنفدراسیون‌ها سال ۲۰۱۷ روسیه، مقابل پرتغال قرار گرفت. پس از ۱۲۰ دقیقه بازی ۰–۰ و به ضربات پنالتی کشیده شد. در پایان ضربات، براوو با مهار ۳ پنالتی پی در پی، موجب پیروزی ۳–۰ شیلی در ضربات پنالتی شد و شیلی به فینال جام کنفدراسیون‌ها راه پیدا کرد.